# Tillomorpha lineoligera
Tillomorpha lineoligera is een keversoort uit de familie boktorren (Cerambycidae). De wetenschappelijke naam van de soort is voor het eerst geldig gepubliceerd in 1851 door Blanchard in Gay.